# Mehmed Alispahić
Mehmed Alispahić (ur. 24 listopada 1987 w Bugojnie, Socjalistyczna Republika Bośni i Hercegowiny) – bośniacki piłkarz, grający na pozycji pomocnika.

## Kariera klubowa
Alispahić jest wychowankiem klubu Iskra Bugojno. W 2008 roku, mając 21 lat wyjechał do Chorwacji. Występował najpierw w HNK Šibenik, następnie w Dinamie Zagrzeb, a na początku 2013 roku trafił do HNK Rijeka. W styczniu 2015 przeszedł do FK Sarajevo.

## Kariera reprezentacyjna
W reprezentacji Bośni i Hercegowiny zadebiutował 29 maja 2010 roku w towarzyskim meczu przeciwko Szwecji. Na boisku pojawił się w 46 minucie meczu
| Mecze i gole w reprezentacji | Mecze i gole w reprezentacji | Mecze i gole w reprezentacji   | Mecze i gole w reprezentacji | Mecze i gole w reprezentacji | Mecze i gole w reprezentacji | Mecze i gole w reprezentacji |
| #                            | Data                         | Stadion                        | Rywal                        | Wynik                        | Gol                          | Rozgrywki                    |
| 2010                         | 2010                         | 2010                           | 2010                         | 2010                         | 2010                         | 2010                         |
| ---------------------------- | ---------------------------- | ------------------------------ | ---------------------------- | ---------------------------- | ---------------------------- | ---------------------------- |
| 1.                           | 29.05.2010                   | Solna, Szwecja                 | Szwecja                      | 2:4                          | 0                            | towarzyski                   |
| 2.                           | 10.08.2010                   | Sarajewo, Bośnia i Hercegowina | Katar                        | 1:1                          | 0                            | towarzyski                   |
| 2012                         |                              |                                |                              |                              |                              |                              |
| 3.                           | 26.05.2012                   | Dublin, Irlandia               | Islandia                     | 0:1                          | 0                            | towarzyski                   |
| 4.                           | 31.05.2012                   | Chicago, USA                   | Meksyk                       | 1:2                          | 0                            | towarzyski                   |

## Sukcesy
Dinamo
- Mistrzostwo Chorwacji: 2012, 2013
- Puchar Chorwacji: 2012

Rijeka
- Puchar Chorwacji: 2014